# صندوق التنمية الوطني
 صندوق التنمية الوطني هو صندوق سيادي سعودي أنشئ في 16 أكتوبر 2017 الموافق 1439/01/13 هـ بموجب أمر الملك سلمان بن عبد العزيز رقم (أ/13) بهدف رفع مستوى أداء الصناديق والبنوك التنموية لتكون محققة للغايات المنشودة من إنشائها فـي المملكـة ومواكبة لما يخدم أولويات التنمية والاحتياجات الاقتصادية في ضوء أهـداف ومرتكزات رؤية المملكة 2030.

## الاختصاصات
1. الإشراف العام تنظيميًّا ورقابيًّا وتنفيذيًّا على الصناديق والبنوك التنموية.
2. اتخاذ ما يلزم لتحقيق التكامل والتنسيق بين الصناديق والبنوك التنموية بما يسهم في تحقيقها لأهدافها.
3. اتخاذ ما يلزم لرفع كفاية التمويل والإقراض التنموي وتعزيز استدامتها في الصناديق والبنوك التنموية.
4. مراجعة اختصاصات واستراتيجيات وتنظيمات وهياكل الصناديق والبنوك التنموية وخططها التنفيذية، وآليات التمويل والإقراض المعمول بها في تلك الصناديق والبنوك، وتحديثها بما يلبي متطلبات أولويات التنمية.
5. المشاركة في تمثيل المملكة في المنظمات والهيئات والمحافل والمؤتمرات الإقليمية والدولية ذات الصلة باختصاصات الصندوق.[7]

## الصناديق والبنوك التنموية التابعة
- صندوق التنمية العقاري السعودي
- صندوق التنمية الزراعية
- صندوق التنمية الصناعية السعودي
- الصندوق السعودي للتنمية
- صندوق تنمية الموارد البشرية
- بنك التنمية الاجتماعية
- صندوق التنمية السياحي
- صندوق التنمية الثقافي
- صندوق الفعاليات الاستثماري
- بنك المنشآت الصغيرة والمتوسطة
- بنك التصدير والاستيراد السعودي
- صندوق البنية التحتية الوطني

## صندوق التنمية الوطني ورؤية 2030
تعتبر رؤية 2030 خطة طموحة طويلة الأجل لبناء مجتمع نابض بالحياة واقتصاد مزدهر لأمة طموحة تستغل مواطن القوة في المملكة لمساعدة مواطنيها على تحقيق تطلعاتهم.
ويتمثل المحور الرئيس لرؤية 2030 في تهيئة بيئة تفتح مجالات فرص العمل وتوسع القاعدة الاقتصادية وتوفر الوظائف لجميع السعوديين.
وإدراكًا بأن تنويع الاقتصاد أمر حيوي لاستدامته، تهدف رؤية 2030 إلى زيادة حصة الناتج المحلي الإجمالي غير النفطي (الناتج المحلي الإجمالي)، وزيادة مساهمة القطاع الخاص في الاقتصاد.
ومن خلال العلاقة التكاملية بين صناديق التنمية وتحسين كفاءتها وفعاليتها واستدامتها المالية، سيحقق الصندوق تأثيرًا كبيرا على التنمية وسيساهم بشكل كبير في تحقيق أهداف رؤية المملكة 2030.

## أعضاء مجلس الإدارة الحاليون
- الأمير محمد بن سلمان آل سعود رئيس مجلس إدارة صندوق التنمية الوطني[8]
- محمد مزيد التويجري - نائب رئيس مجلس إدارة صندوق التنمية الوطني
- ماجد القصبي.
- أحمد عقيل الخطيب.
- عبد الرحمن الفضلي.
- خالد الفالح.
- ماجد الحقيل.
- محمد عبد الله الجدعان.
- أحمد بن سليمان بن عبد العزيز الراجحي.
- حمد آل الشيخ.
- بندر الخريف.
- فيصل بن فاضل الإبراهيم.[9]
- ياسر الرميان.
- فهد بن عبد الله تونسي.
- غسان الشبل.
- ستيفن بول جروف- محافظ صندوق التنمية الوطني.

## إستراتيجية الصندوق
في 14 مارس 2022 أطلق ولي العهد رئيس مجلس إدارة صندوق التنمية الوطني الأمير محمد بن سلمان إستراتيجية الصندوق، التي تهدف أن يكون الصندوق ممكناً محورياً للأهداف الاقتصادية والاجتماعية لرؤية المملكة 2030 من خلال العمل على مواجهة التحديات التنموية القائمة بما يتوافق مع أفضل الممارسات العالمية.
وقال الأمير محمد بن سلمان «تهدف استراتيجية صندوق التنمية الوطني إلى دعم أهداف التنمية المستدامة لكافة القطاعات الاقتصادية عبر تحويله إلى مؤسسة تمويلية وطنية متكاملة للمساهمة في تحقيق مستهدفات رؤية المملكة 2030؛ حيث يستهدف الصندوق من خلال الصناديق والبنوك التنموية التابعة له تحفيز مساهمة القطاع الخاص بما يزيد على ثلاثة أضعاف من التأثير التنموي في اقتصاد المملكة بحلول عام 2030م. بالإضافة إلى إسهام الصندوق في نمو الناتج المحلي الإجمالي الحقيقي للمملكة بضخ أكثر من 570 مليار ريال سعودي بحلول عام 2030م، كما يستهدف مضاعفة حصة الناتج المحلي الإجمالي غير النفطي بأكثر من ثلاثة أضعاف ليصل إلى 605 مليارات ريال سعودي بحلول عام 2030م، بالإضافة لإيجاد العديد من فرص العمل في المملكة بحلول عام 2030م».
وترتكز إستراتيجية صندوق التنمية الوطني على تفعيل مستهدفات المملكة التنموية من خلال تأمين الوفورات التمويلية للصناديق والبنوك التنموية، بالإضافة إلى تمكينها من تحقيق نموذج أعمال ومحفظة مستدامة وتمكين القطاع الخاص من تعزيز دوره في التمويل التنموي والاستفادة من المواءمة والتكامل التجاري والتشغيلي لخدمة مستفيدي الجهات التابعة، وتفعيل المبادرات المعنية بتحسين الأداء والشفافية وزيادة الكفاءة والفعالية، وكذلك تطوير القدرات الداخلية المطلوبة لتحقيق تطلعات ومستهدفات الصندوق من أجل استمرار التمويل التنموي على المدى الطويل.
في 23 يناير 2024 قال إبراهيم الراشد الرئيس التنفيذي لبنك التنمية الاجتماعية السعودي إن صندوق التنمية الوطني خصص 27 مليار ريال لدعم الشركات خلال 4 سنوات مقبلة سيكون معظمها لدعم الشركات الناشئة والأعمال الحرة.
وفي 5 مارس 2024 وعلى هامش مؤتمر "ليب 2024" المنعقد بالرياض، أعلن صندوق التنمية الوطني بالتعاون مع بنك التنمية الاجتماعية توقيع اتفاقيتين لتأسيس صندوقين للاستثمار الجريء في قطاع الألعاب والرياضات الإلكترونية، بقيمة إجمالية تبلغ 450 مليون ريال.